# Parc Morrison
Le parc Morrison est un jardin public situé sur le chemin Dell à Milan. Le parc commémore l'endroit où le hors-la-loi Donald Morrison (1858-1894) a été arrêté. On y retrouve une petite maison en bois rond reconstruite. Le parc a été cité comme site patrimonial par la municipalité de Milan en 2002.